# 普利茅斯 (密西西比州)
普利茅斯（英語：Plymouth）是位於美國密西西比州朗茲縣的鬼鎮。

## 歷史
普利茅斯的郵局於1833年設立，其後於1855年停運。

## 地理
普利茅斯所處的海拔為高於海平面64米（即210英呎），而該地所採用的時區為UTC-6，即北美中部時區（CST）。同時該地設有夏令時間，為UTC-6調快一小時，即UTC-5（CDT）。